# Azzurri d'Italia
Les Azzurri d'Italia sont un classement qui est similaire au classement par points du Tour d'Italie. Créé en 2001, il attribue respectivement quatre, deux et un points aux trois premiers de chaque étape. Ce classement n'est plus utilisé depuis 2018.

## Palmarès
José Rujano devient vainqueur des Azzurri d'Italia de l'édition 2011 à la suite du déclassement d'Alberto Contador. En revanche, Alessandro Petacchi et Danilo Di Luca ont été déclassés pour cause de dopage respectivement en 2007 et 2009 sans qu'un autre coureur ne bénéficie de leur place.
| Édition | Coureur             | Équipe                       | Points |
| ------- | ------------------- | ---------------------------- | ------ |
| 2001    | Mario Cipollini     | Saeco Macchine per Caffé     |        |
| 2002    | Mario Cipollini     | Acqua & Sapone-Cantina Tollo |        |
| 2003    | Gilberto Simoni     | Saeco Macchine per Caffè     |        |
| 2004    | Alessandro Petacchi | Fassa Bortolo                |        |
| 2005    | Alessandro Petacchi | Fassa Bortolo                |        |
| 2006    | Ivan Basso          | Team CSC                     |        |
| 2007    | Alessandro Petacchi | Milram                       |        |
| 2008    | Daniele Bennati     | Liquigas                     |        |
| 2009    | Danilo Di Luca      | LPR Brakes-Farnese Vini      |        |
| 2010    | Cadel Evans         | BMC Racing                   | 11     |
| 2011    | José Rujano         | Androni Giocattoli           | 8      |
| 2012    | Mark Cavendish      | Sky                          | 14     |
| 2013    | Mark Cavendish      | Omega Pharma-Quick Step      | 20     |
| 2014    | Nacer Bouhanni      | FDJ.fr                       | 14     |
| 2015    | Mikel Landa         | Astana                       | 10     |
| 2016    | Michele Scarponi    | Astana                       |        |
| 2017    | Fernando Gaviria    | Quick-Step Floors            |        |